# Bank hipoteczny
Bank hipoteczny – bank komercyjny, którego podstawowa działalność polega na udzielaniu kredytów zabezpieczonych na hipotece nieruchomości i na emitowaniu hipotecznych lub publicznych listów zastawnych, których podstawę stanowią wierzytelności banku hipotecznego.

## Bankowość hipoteczna w Polsce
W Polsce banki hipoteczne działają w oparciu o przepisy ust. Prawo Bankowe oraz ustawę z dnia 29 sierpnia 1997 r. o listach zastawnych i bankach hipotecznych.